# Арінтіка
Арінтіка (ісп. Arintica) — стратовулкан, розташований в чилійському регіоні Аріка-і-Парінакота біля кордону з Болівією, на північ від солончака Салар-де-Суріре.
Льодовикові долини на південних і західних схилах гори містять великі гірські льодовики, які вважалися у минулому потоками лави.